# الحداة (رحبة)

تعديل مصدري - تعديل

الحداة هي إحدى قرى عزلة ال جميل بمديرية رحبة التابعة لمحافظة مأرب، بلغ تعداد سكانها 897 نسمة حسب تعداد اليمن لعام 2004.